# Роберт Глинца
Роберт Андреј Глинца (рум. Robert Andrei Glință; Питешти, 18. април 1997) румунски је пливач чија ужа специјалност су трке леђним стилом. Вишеструки је национални првак и рекордер, учесник светских првенстава и Олимпијских игара и некадашњи светски јуниорски првак и рекордер у трци на 100 метара леђним стилом. 

## Спортска каријера
Глинца је пливањем почео да се бави још као деветогодишњи дечак, тренирајући на олимпијском базену у родном Питештију са тренером Флорином Пујом. Са 11 година је почео са такмичењима на националном нивоу, док је на међународној сцени дебитовао у јуну 2014. на европском јуниорском првенству у холандском Додрехту, где је остварио два пласмана у финала у тркама на 50 и 100 леђно. Сличне резултате је постигао и месец дана касније, на Олимпијским играма младих у Нанкингу.
Сениорски деби је имао на Светском првенству у малим базенима, које је одржано током децембра 2014. у катарској Дохи.
Учествовао је и на Европским играма у Бакуу 2015. где је успео да се пласира у финале спринтерских трка леђним стилом, а од бронзане медаље у трци на 50 леђно га је делило свега 0,09 секунди, колико је заостао за трећепласираним такмичарем. Месец дана касније дебитовао је на светским првенствима у великим базенима, али је остао без неког значајнијег резултатског учинка на првенству које је одржано у руском Казању. Последњи наступ на неком од јуниорских такмичења је имао на светском првенству у Сингапуру 2015. где је освојио титулу светског јуниорског првака у трци на 100 леђно. Годину је окончао освајањем шестог места у финалу трке на 100 леђно на Европском првенству у малим базенима у Нетањи, а његов резултат од 50,77 секуни испливау у финалу је уједно био и нови светски јуниорски рекорд.
Током 2016. Глинца је постигао највеће успехе у својој дотадашњој пливачкој каријери. Прво је на Европском првенству у Лондону успео да се квалификује за финала обе спринтерске трке леђним стилом, а у трци на 100 метара је у квалификацијама испливао прво време и резултат који је био довољан за пласман на Олимпијске игре. На ЛОИ 2016. у Рију Глинца се такмичио у обе појединачне трке леђним стилом, а најбољи резултат је постигао у трци на 100 леђно коју је завршио на осмом месту, што је био и његов највећи успех у дотадашњој каријери. Годину је окончао седмим местом у финалу трке на 100 леђно на Светском првенству у малим базенима у Виндзору.
На европском првенству у малим базенима у Копенхагену 2017. освојио је бронзану медаљу у трци на 100 леђно, што је била његова прва медаља у сениорској каријери освојена на међународним такмичењима. 
Прву медаљу на међународним такмичењима у великим базенима, сребрну на 50 леђно, је освојио на европском првенству у Глазгову 2018, а у децембру исте године такмичио се и на Светском првенству у малим базенима у кинеском Хангџоуу (8. место на 100 леђно).
Глинца је учествовао и на светском првенству у корејском Квангџуу 2019. где је успео да се пласира у финала обе спринтерске трке леђним стилом. Трку на 50 леђно је завршио на седмом месту (време од 24,67 с), док је на 100 леђно био осми за временом 54,22 секунде. 